# Luigi Vinaccia
Luigi Vinaccia (Massa Lubrense, 30 ottobre 1959) è un pilota automobilistico italiano di Slalom (Autoslalom), Rally e Cronoscalata.

## Biografia
Luigi Vinaccia ha vinto quattro titoli del Campionato Italiano Slalom, nel 2002, nel 2004, nel 2008 e nel 2012.
Si è classificato secondo al Trofeo Italiano Radical Sportscars del 2012.